# Franz Heinrich Bödeker
Franz Heinrich Bödeker (* 2. Dezember 1836 in Hildesheim; † 20. Juni 1917) war ein deutscher Lithograf, Steindrucker und selbständiger Fotograf.

## Leben
Franz Heinrich Bödeker absolvierte eine Ausbildung in Leipzig zum Lithografen und zum Steindrucker. Zurück in Hildesheim, war er mehr als zehn Jahre als Lithograf tätig beim Verlag der Gebrüder Gerstenberg, der seinerzeit noch eine Steindruckerei betrieb insbesondere für den Druck von Noten.
Obwohl es in Hildesheim bereits eine Reihe alteingesessener Fotografen gab, machte sich Bödeker 1871 ebenfalls als Lichtbildner selbständig und eröffnete Am Steine No. 1438 sein Foto-Atelier, in dem er auch Porträt-Aufnahmen anbot. Innerhalb von wenigen Jahren entwickelte sich Bödeker jedoch zum bedeutendsten Architekturfotografen der Stadt: 1875 erschien bei Lax sein erstes von mehreren Mappenwerken im Oktavformat mit Serien von Fotografien.
1878 nahm Bödeker an der Allgemeinen Provinzial-Gewerbe-Ausstellung teil mit Porträts und einer „Reihe von interessanten mittelalterlichen Kunstwerken“ aus Hildesheim; hierfür erhielt er eine lobende Erwähnung des offiziellen Berichterstatters der Ausstellung.
Ende der 1880er-Jahre gab Bödeker die Porträtfotografie nahezu ganz auf und fotografierte nur noch bau- und kunstgeschichtliche Objekte. Für die Heimatforschung erwarb er sich besondere Verdienste, als er in der Zeit der Jahrhundertwende alte Gebäude fotografisch dokumentierte, bevor diese zugunsten der Stadterneuerung und -erweiterung zum Opfer fielen.
1890 richtete Bödeker eine eigene Lichtdruckanstalt ein, in der er seine eigenen Aufnahmen vervielfältigen konnte. Bödekers vertrieb seine „Kunstblätter“ als Anschauungs- und Lehrmaterial für Architekten und Bauschulen bis ins Ausland.
Ein großer Teil der im Hildesheimer Stadtarchiv und im Römer- und Pelizäus-Museum befindlichen Stadtansichten und Kunstreproduktionen stammt von Bödeker. Nachdem die Söhne Bödekers dessen Arbeit weiterführten, gelangen im Jahr 1939 zunächst rund 2.000 Glasplatten aus der Werkstatt Bödekers in den Besitz des Stadtarchivs.

## Werke
Bildbände
- 1875: zwei Mappen Sammlung mittelalterlicher Kunstschätze Hildesheims, nach den Originalen photogr. von F. H. Bödeker[2]
- 1883: eine dritte Serie in gleicher Aufmachung wie 1875[2]
- Franz Heinrich Bödeker: Alte Hildesheimer Profanbauten, Band 1, Lax, 1904
- Ernst Cohn-Wiener: Braunschweig, Hildesheim und der Harz. 110 Abbildungen nach Naturaufnahmen, Abb. nach Originalaufnahmen von F. H. Bödeker, Berlin: Verlag für Kunstwissenschaften, 1913[1]

Nachlass (Negative)
- Rund 2700 Glasplatten-Negative von Bödeker finden sich im Bestand 953 des Stadtarchivs Hildesheim.[3]